# Blue (Da Ba Dee)
Blue (Da Ba Dee) è un singolo pubblicato originariamente nel 1998. È il primo lavoro discografico della band italo dance italiana Eiffel 65. È anche il primo singolo estratto dall'album di esordio della band, Europop, pubblicato nel 1999.
La canzone entrò in classifica in gran parte del globo, tra cui la Billboard Hot 100 statunitense, e fu una delle sole due canzoni di un artista o gruppo italiano a raggiungere la vetta della prestigiosa Eurochart Hot 100 Singles dal 1965 a oggi (l'altra fu Senza una donna (Without A Woman) di Zucchero). Risulta essere il 93º singolo più venduto di sempre in Gran Bretagna con 1 070 000 copie.
Fu una delle canzoni maggiormente diffuse nelle radio tra la fine degli anni novanta e gli anni duemila. Il brano è considerato un evergreen della musica dance, nonché la signature song degli Eiffel 65. Secondo il magazine Music & Media, Blue (Da Ba Dee) è il singolo più venduto in Europa nel 2013.

## Storia

### Registrazione
L'hook di "Blue (Da Ba Dee)" nasce nel 1998 da un giro di pianoforte composto da Maurizio Lobina.
A Jeffrey Jey venne chiesto di scriverci sopra un testo, e ne uscì con tre versioni; la versione attuale era considerata "pazza/fuori di testa". In un'altra intervista, Jeffrey Jey affermò che la parte iniziale della canzone fu improvvisata durante la prima registrazione. Il "da ba dee" nel ritornello fu invece un'idea del produttore Massimo Gabutti, il quale propose «qualcosa che tutti possano cantare».
Gabry Ponte curò l'arrangiamento finale. Le parole della canzone erano prodotte in maniera robotica grazie all'uso di un harmonizer. Il gruppo voleva utilizzare lo stesso effetto all'interno della canzone Believe interpretata da Cher, ma alla fine fu ottenuto un risultato diverso.

### Flop iniziale e successiva popolarità
La canzone fu pubblicata in ottobre 1998 dalla Bliss Corporation, ma inizialmente non ottenne il successo sperato. La prima stampa del vinile vendette solamente 200 copie su una produzione di 1000 copie. Fu anche poco apprezzata dal pubblico: il gruppo ha dichiarato che quando la provarono dal vivo in una discoteca per la prima volta, tutti i presenti lasciarono la pista. Gabry Ponte attribuì il flop al fatto che la canzone fosse «troppo pop per le discoteche, e troppo dance per le radio. Era nel mezzo», ma che proprio questo fu anche il motivo del suo successo postumo.
A tal punto venne subito archiviata all'interno della casa discografica per concentrarsi su progetti successivi, ma non a nome Eiffel 65. Circa sei mesi dopo, il 1º aprile 1999, il disco viene recuperato dall'emittente lombarda Radio Deejay, iniziando ad ottenere più notorietà. Jeffrey Jay dichiarò che lui e gli altri dovettero continuamente andare a comprare carta per i fax data la vastità di contratti di licenza che ricevettero per la canzone, per poi ritrovarsi nel giro di poco tempo a fare concerti ogni giorno.
Da allora il singolo divenne il maggior successo della band, avendo raggiunto la vetta in 17 Paesi e la posizione numero sei nella classifica statunitense Billboard e diventando uno dei tormentoni estivi del 1999. Nello stesso anno il brano venne incluso nel film Fantozzi 2000 - La clonazione.
Il successo della canzone negli Stati Uniti d'America fu tale da far rientrare la canzone nei cinque brani selezionati per la nomination "Best Dance Recording" ai Grammy Awards 2001, vinta però poi dai Baha Men con il brano Who Let the Dogs Out?.

## Descrizione
La canzone racconta la vita di un uomo blu, colore di sé stesso e di tutte le cose che lo circondano. Secondo Jeffrey gtaV, essa è una metafora sullo stile di vita che ogni persona sceglie per sé, «come se vedessimo il mondo attraverso le nostre lenti, e fosse di un colore diverso per ognuno di noi». Il testo della canzone specifica anche che il protagonista è «blu dentro e fuori» e che «non ha nessuno da ascoltare», oltre che il blu è anche il colore dei suoi sentimenti; questo è legato ad uno dei significati della parola "blue" in inglese, che può anche significare, oltre al colore blu, "triste", come si può evincere dall'espressione "to feel blue" (sentirsi giù, essere tristi).
Jeffrey Jey disse in un'intervista: «Penso che ognuno di noi abbia il proprio colore [...] I colori filtrano le nostre vite. Le cose che ci compriamo, come arrediamo casa, le persone che ci sono affini, i posti in cui scegliamo di vivere, la nostra macchina. Ognuna di queste cose riflette il nostro colore.».

## Video musicale
Il video musicale mostra Gabry Ponte e Maurizio Lobina che cercano di salvare Jeffrey Jey dagli alieni Zorotl e Sayok6.
Come la maggior parte dei video musicali della Bliss Corporation, esso venne realizzato dalla BlissCoMedia in pochi mesi utilizzando 3D Studio Max e per mezzo di un green screen in un garage. Come rivelato dagli Eiffel 65 nel documentario The Story of "Blue (Da Ba Dee)", il video musicale è ispirato al videogioco Metal Gear Solid. Davide La Sala, ex dipendente della BlissCo, ha dichiarato in merito alla realizzazione del video: «Abbiamo avuto sessioni di brainstorming ed eravamo un team molto fantasioso, grandi fan di film di fantascienza e videogiochi: Blade Runner, Guerre stellari, ecc. Eravamo maestri nel fare del nostro meglio e nel lavorare con i pochi strumenti che avevamo per creare racconti brevi completi in un periodo di tempo molto breve.».
Successivamente distribuito su YouTube dalla Bliss Corporation nel 2009, oggi il video vanta all'incirca 270 milioni di visualizzazioni.

## Accoglienza

### Critica
La canzone ha ricevuto recensioni miste da parte della critica. Larry Flick di Billboard ha scritto che «l'hook qui, con il suo ritmo danzante ma curiosamente avvincente e con i testi, è destinato a reagire istantaneamente con gli ascoltatori in lungo e in largo», e che «influenzerà gli ascoltatori su entrambe le estremità dello spettro demografico». Entertainment Weekly gli ha dato come voto B–. Christopher Thelen del Daily Vault lo ha descritto come un «piccolo successo stravagante» con un «ritornello saltellante», e che «la chiave è l'uso del sintetizzatore vocale». Chris Massey di PopMatters l'ha definita «davvero, davvero pessima», ma che dopo molti ripetuti ascolti «l'ho amata».
La canzone venne anche classificata 14ª tra le 20 canzoni più fastidiose, secondo la rivista Rolling Stone.

### Vendite
Il 6 maggio 2013 viene annunciato dal sito ufficiale del gruppo che Blue (Da Ba Dee), a 15 anni di distanza dalla sua uscita, è entrato nelle classifiche dance chart iTunes posizionandosi in Italia alla numero 45 e in USA alla 10. Il singolo rientra anche a far parte della classifica dance Billboard posizionandosi nelle prime 10 posizioni nelle classifiche di Italia, USA, Francia, Canada, Turchia, Repubblica Ceca, Figi, Bahamas, Dominica, Repubblica Domenicana, Giappone, Australia, Nuova Zelanda, Porto Rico, Cuba, Principato di Monaco, Montenegro, Singapore, San Marino, Islanda, Cina, Svizzera, Belgio, Bielorussia, Bulgaria, Polonia, Slovacchia, Slovenia, Macedonia del Nord, Albania, Paesi Bassi, Lituania, Croazia, Germania, Danimarca, Giamaica, Turks e Caicos, Norvegia, Svezia, Finlandia, Messico, Spagna, Portogallo, Malta, Albania, Regno Unito, Irlanda, Lussemburgo, Georgia, Ucraina, Russia, Grecia, Cipro, Brasile, Argentina, Emirati Arabi Uniti, Libano, Israele, Palestina, Tunisia e Cipro Del Nord.

## Remix e cover
Nel 2008, il gruppo Bloom 06, composto dal cantante e dal tastierista degli Eiffel 65, produce un remake del brano Blue (Da Ba Dee) arrangiato in chiave moderna e incluso nell'EP Club Test 01. Inoltre, da quell'anno iniziano a diffondersi sul web diverse versioni nightcore di Blue (Da Ba Dee), e ad oggi è il brano che ha il maggior numero di versioni nightcore presenti su YouTube.
Nel 2009, viene pubblicato, sotto l'etichetta Bliss Corporation, un album chiamato A Decade in Blue Remix 2009, nel quale sono inclusi i remix del brano in versione house moderna, tra i quali quelli di Gabry Ponte e dei Djs From Mars. Inoltre, sempre nel 2009, il singolo viene ripreso dal rapper statunitense Flo Rida, che ne inserisce il ritornello nella sua canzone Sugar.
Nel 2012, viene nuovamente ripresa dal duo tedesco Michael Mind Project insieme al cantante R&B statunitense Dante Thomas con il brano Feeling So Blue. Nel 2013 viene registrata una versione del singolo in cinese per il mercato orientale.
All'Ultra Music Festival 2017 di Miami, David Guetta presenta un bootleg di Blue in collaborazione con Bebe Rexha.
Nel 2019, la canzone viene interpolata dalla cantautrice svedese Nea per il suo singolo Some Say.
Nel 2020, la canzone viene campionata dal rapper italiano Shiva per il suo singolo Auto blu,. Sempre nel 2020, viene realizzata una versione in francese dal titolo "Voiture Bleue" da parte del rapper svizzero Nightpresence (Kyle Aguilar). Successivamente Auto blu viene remixata dallo stesso Gabry Ponte, poi co furono altre 2 versioni remixate, una con Nea intitolata Auto blu (Some Say) remix e l'ultima con il rapper tedesco Ardian Bujupi.
Nel 2020, la canzone viene campionata dal cantante italiano Achille Lauro per il brano Blu, contenuto nell'album 1990.
Nel 2020, il gruppo americano Pomplamoose produce una cover riarrangiata in un "mashup" con la canzone Around the world dei Daft Punk.
Il 1º gennaio del 2021, il gruppo musicale Fleshgod Apocalypse pubblica una versione death metal.
Nell'agosto 2022, il DJ francese David Guetta e la cantante statunitense Bebe Rexha pubblicano il singolo I'm Good (Blue), composto su un campionamento del brano.

## Presenza nei media
- In ambito cinematografico, il singolo è presente nei film Big Fat Liar, American School, Fantozzi 2000 - La clonazione, Eurotrip, I Puffi - Viaggio nella foresta segreta, Mommy e nella sequenza iniziale di Iron Man 3.
- In ambito televisivo, il singolo è presente nell'episodio Il mondo dei falliti di Daria e nel ventiquattresimo di 90210.
- Il 21 marzo 2019, sul canale YouTube ufficiale della rivista Vice viene pubblicato il documentario The Story of "Blue (Da Ba Dee)" by Eiffel 65 in cui viene narrata la storia della canzone dal primo flop iniziale, fino al successo planetario.[17]

## Tracce
Il primo vinile di Blue (Da Ba Dee) contiene quattro tracce. Le prime due si riferiscono alla versione finale della canzone ed entrambe sono state remixate da Gabry Ponte. La terza e la quarta traccia rappresentano rispettivamente la seconda e la prima versione della canzone.
Blue (Da Ba Dee) (Dub Mix) contiene parti occasionali di una melodia interpolata di God Is a DJ dei Faithless.
| A1 | Blue (Da Ba Dee) (DJ Ponte Ice Pop Mix)Remix – Gabry Ponte         | 6:25 |
| A2 | Blue (Da Ba Dee) (Versione Radio Edit DJ Ponte)Remix – Gabry Ponte | 4:42 |
| B1 | Blue (Da Ba Dee) (Glamour Jump Cut)                                | 5:17 |
| B2 | Blue (Da Ba Dee) (Dub Mix)                                         | 4:48 |

La prima stampa del vinile vendette solamente 200 copie su una produzione di 1 000 copie. Successivamente la prima copia fu ristampata con una copertina diversa. Nel complesso Blue (Da Ba Dee) vanta 54 pubblicazioni diverse.
Successivamente vennero pubblicati i remix ufficiali.
| A1 | Blue (Da Ba Dee) (Parade Rmx)Remix – Roberto Molinaro   | 9:03 |
| A2 | Blue (Da Ba Dee) (Aqualuce Max JTM Rmx)Remix – Aqualuce | 6:34 |
| B1 | Blue (Da Ba Dee) (Hannover Rmx)Remix – Capuano*         | 6:23 |
| B2 | Blue (Da Ba Dee) (Paris Rmx)Remix – Capuano*            | 7:42 |

## Classifiche

### Classifiche settimanali
| Classifica (1999–2000)   | Posizione massima |
| ------------------------ | ----------------- |
| Australia                | 1                 |
| Austria                  | 1                 |
| Belgio (Fiandre)         | 1                 |
| Belgio (Vallonia)        | 2                 |
| Canada                   | 1                 |
| Danimarca                | 1                 |
| Europa                   | 1                 |
| Finlandia                | 1                 |
| Francia                  | 1                 |
| Germania                 | 1                 |
| Irlanda                  | 1                 |
| Italia                   | 3                 |
| Norvegia                 | 1                 |
| Nuova Zelanda            | 1                 |
| Paesi Bassi              | 1                 |
| Regno Unito              | 1                 |
| Spagna                   | 2                 |
| Stati Uniti              | 6                 |
| Stati Uniti (dance club) | 6                 |
| Stati Uniti (latin pop)  | 16                |
| Stati Uniti (pop)        | 2                 |
| Stati Uniti (rhythmic)   | 4                 |
| Svezia                   | 1                 |
| Svizzera                 | 1                 |

### Classifiche di fine anno
| Classifica (1999) | Posizione |
| ----------------- | --------- |
| Australia         | 3         |
| Austria           | 4         |
| Belgio (Fiandre)  | 4         |
| Belgio (Vallonia) | 6         |
| Francia           | 4         |
| Germania          | 2         |
| Italia            | 16        |
| Nuova Zelanda     | 6         |
| Paesi Bassi       | 5         |
| Regno Unito       | 2         |
| Svezia            | 3         |
| Svizzera          | 2         |
| Classifica (2000) | Posizione |
| Stati Uniti       | 49        |